# Zafra (película)
Zafra es una película de Argentina filmada en colores dirigida por Lucas Demare según el guion de Sixto Pondal Ríos que se estrenó el 9 de abril de 1959 y que tuvo como protagonistas a Alfredo Alcón, Graciela Borges, Enrique Fava y Atahualpa Yupanqui.
Fue seleccionada para ser exhibida en el Festival Internacional de Cine de Cannes. El Centro Azucarero Regional del Norte Argentino envió una nota al Ministerio de Trabajo afirmando que todo lo que mostraba la película era falso.

## Sinopsis
En el marco de la recolección de la caña de azúcar, un ingeniero y un obrero se enfrentan por una mujer.

## Reparto
Participaron en el filme los siguientes intérpretes:
- Alfredo Alcón... Teodoro
- Graciela Borges... Damiana
- Enrique Fava... El negrero
- Atahualpa Yupanqui... Doctor
- Luis Medina Castro... Fabián Pastor
- Pedro Laxalt
- José de Ángelis... Comisario
- Félix Rivero
- Iris Portillo
- Romualdo Quiroga
- Rossana Zucker
- Ariel Absalón... Arsenio
- Marta Roldán
- Rafael Salvatore
- Domingo Garibotto

## Comentarios
La revista Leoplán comentó sobre el filme:

”Ah! Oh! Qué bien representados vamos a estar en Cannes. Qué color! Qué buenos son los obreros de la zafra y qué malvados son los policías que los matan sin piedad.”

Charles Bitsch se preguntaba en Cahiers du Cinema :

”¿Qué razón encontrar a la presentación de Zafra…fuera del interés que aporta a su realización el gobierno argentino ?”

Manrupe y Portela escriben:

”Pseudo denuncia pensada para el exterior y que se exhibió en Cannes 1959 sin éxito. Es gracioso ver a Alcón y Borges maquillados de coyas en Jujuy.”